# 马太福音第8章
《马太福音》第8章被划为《新约圣经·马太福音》的第8个篇章，共34节。

## 内容
在马太福音8章1～17节，记载耶稣在宣布“登山宝训”，或天国宪法之后，就下山，行了3个神迹：洁净患麻风的人、医治百夫长的仆人，和医治彼得岳母的热病。
在第一个事例中，耶稣直接用手摸，洁净了一个污秽的麻风患者；
在第二个事例中，耶稣仅仅说话，就医治了一个瘫痪的外邦人（迦百农罗马军官百夫长的仆人）；
在第三个事例中，耶稣到彼得家中，医治彼得发烧的岳母。
在马太福音8章18～34节，记载耶稣对于要来跟从他的人，做出了完全不同的指示。对于要来跟从他的经学家，耶稣要他翻虑到代价的问题：“狐狸有洞，天空的飞鸟有窝，人子却没有枕头的地方”，而对于一个门徒，耶稣却劝他放下代价的顾虑，鼓励他来跟从，把埋葬父亲的事留给别人去作：“让死人埋葬他们的死人，你跟从我吧”。 
在马太福音8章23～27节，记载耶稣在加利利海上斥责风和海，平静了风暴；到了对岸加大拉人的地方，又使用权柄命令群鬼离开2个鬼附之人，进入猪群，闯下山崖，投入海里，死在水中， 放猪的就恳求耶稣离开他们的境界。 

## 相关研究

### 具有时代意义的神迹
有些解经家使用寓意解经的方法，指出在马太福音8章1～17节，所记载的耶稣的3个神迹具有时代意义。在第一个事例中，耶稣洁净了一个污秽的麻风患者是一名犹太人，表征国度子民的头一班人是犹太信徒，被拯救脱离他们的背叛，并且是由于耶稣直接的接触而得救；在第二个事例中，耶稣医治了迦百农罗马军官百夫长瘫痪的仆人，表征国度子民的第二批人是外邦信徒，虽然没有直接接触耶稣，却因为对他的话的信心得蒙称许；在第三个事例中，救恩要再次从外邦人回到犹太人，并且是临到以色列家中（由彼得家中表征）的犹太遗民，那时他们热中于其他事物（由发烧所表征）要得到医治。